# 阿萨拉
阿萨拉（波斯語：‎，羅馬化：Āsārā），为伊朗厄尔布尔士省卡拉季县阿萨拉区的一个城镇。依2006年统计，阿萨拉市人口1,030人，282户。阿萨拉市由原阿萨拉村、Rey Zamin、Sira、Pol-e Khvab共4个村合併而成。